# Malkolm II av Skottland
Malkolm II av Skottland (engelska: Malcolm, gaeliska: Máel Coluim mac Cináeda), född den 5 oktober 954, död 25 november 1034, var kung av Skottland 1005-1034, sonson till Malkolm I, son till Kenneth II.

## Biografi
Malkolm störtade 1005 sin kusin Kenneth III och regerade till sin död 1034. Han var den förste av Albas kungar, som i krönikorna kallas kung av Skottland (Scotia). 
Malkolm vann 1018 Lothian, men besegrades 1031 av Knut den store, vars överherrskap han för kort tid erkände. Malkolm var den siste av Kenneth MacAlpins ätt på manssidan.
I norr, bildade Malcolm II en allians med vikingarna som inkluderade en av hans döttrars äktenskap med Norse Sigurd Jarl av Orkney. Situationen i Strathclyde var mer besvärande. Malcolms bundsförvant, kung Owen dog utan arvinge, och Malcolm försökte placera sin dotterson Duncan (senare Duncan I av Alba) på tronen i Strathclyde. Detta misshagade britterna och ledde till mordet på Malcolm på Glamis den 25 november 1034. Han begravdes på kyrkogården vid Saint Oran kapell på ön Iona. 